# Кантойра
Канто̀йра (на италиански и на пиемонтски: Cantoira; на окситански: Tchantòueri, Чантоуери, на френски: Cantoire, Кантоар) е село и община в Метрополен град Торино, регион Пиемонт, Северна Италия. Разположено е на 750 m надморска височина. Към 1 януари 2020 г. населението на общината е 585 души, от които 19 са чужди граждани.